# Sharchop
Sharchop es un término colectivo de las poblaciones mixtas de ascendencia Sudeste asiático y Surasiáticas que se encuentran en los distritos del este de Bután que constituyen aproximadamente el 45% de la población. Han adoptado numerosas prácticas culturales de la cultura derivada de Tíbet de Bután central y occidental. Hablan Sharchopkh, también denominado Tshangla, una lengua tibeto-himalaya muy relacionado con el Naglung. El tshangla es también hablado por la minoría Menba del otro lado de la frontera en China (clasificado como una rama del monpa, distribuido a lo largo del Mêdog, Nyingchi y Dirang (similar a Kalaktang)).
La mayoría de los sharchops practican el budismo tibetano con algunos elementos bön, aunque aquellos que viven en Duars practican animismo. 